# Marc Martin
Marc Martin (1971) is een Franse videokunstenaar en fotograaf, die momenteel in Berlijn woont en werkt. In het grootste deel van zijn werken staan homoseksualiteit en de taboes daaromheen centraal.

## Werk
In veel van Martins werken staan homoseksualiteit en mannelijkheid centraal, wat hij ongecensureerd afbeeldt. Hij probeert hierbij taboes en stereotypes te doorbreken en meer acceptatie te creëren voor (seksuele) minderheden, ook binnen de LGBTQ+-gemeenschap. Dit doet hij door bijvoorbeeld de kwetsbaarheid van het mannelijk lichaam uit te beelden, zonder daarbij telkens zijn modellen naakt te portretteren. Hierdoor legt hij de nadruk meer op de man zelf, zijn persoonlijkheid en de omgeving waar hij zich in bevindt.
Martin zet zich af tegen traditionele schoonheidsidealen, door zijn modellen meestal niet in de meest schone omgevingen af te beelden, maar hen in plaats daarvan te presenteren onder zweet en modder. Op deze manier probeert hij beweging en leven in beeld te brengen en de plekken waar de publieke en de private sfeer overlappen vast te leggen. Hiermee wil hij ervoor zorgen dat er meer aandacht komt voor afwijkende seksualiteiten en voor delen van het verleden waar volgens hem tegenwoordig nog steeds taboes op rusten.
Naast zijn eigen foto- en videomateriaal maakt Martin in zijn tentoonstellingen ook gebruik van historische overblijfselen van ontmoetingsplaatsen voor homoseksuelen. Zo is in zijn tentoonstelling Eroticism of Things een aansteker met daarop de afbeelding van een naakte vrouw opgenomen en bevat zijn tentoonstelling Les Tasses een stuk muur van een toilethokje met daarin een zogenaamde ‘glory hole’. Hiermee brengt Martin de erotiek van materiële cultuur in beeld.

## Tentoonstellingen
| Tentoonstelling         | Plaats                      | Jaar      |
| ----------------------- | --------------------------- | --------- |
| Things That Stink       | Berlijn                     | 2012      |
| Dur Labeur Ephemere     | Parijs                      | 2015      |
| Dur Labeur              | Berlijn/Parijs/Provincetown | 2015-2017 |
| Fallos                  | Berlijn/Kopenhagen          | 2016      |
| Instinct # 2            | Berlijn                     | 2016      |
| Schwein Overture(s)     | Parijs                      | 2017      |
| Forbidden               | New York                    | 2017      |
| Zur Klappe              | Berlijn                     | 2018      |
| The Eroticism of Things | Berlijn                     | 2018      |
| Macho?                  | Berlijn                     | 2018      |
| Fenster zum Klo         | Berlijn/Düsseldorf          | 2017-2018 |
| Les Tasses              | Brussel/Parijs              | 2019-2020 |

### Dur Labeur (2015-2017)
De tentoonstelling Dur Labeur bevat een reeks foto’s waarin werkende mannen centraal staan. Deze foto’s zijn voornamelijk genomen op boerderijen in Duitsland, in de omgeving van Berlijn. In deze foto’s probeert Martin mannelijkheid af te beelden zonder de nadruk te leggen op het mannelijk geslachtsdeel, dat in veel foto’s dan ook niet zichtbaar is. Wanneer er wel een geslachtsdeel te zien is, vormt dit niet het middelpunt van de compositie. Zijn foto’s draaien om de solitaire persoon in de afbeelding, waarmee hij de vaak onbewust erotische uitstraling van deze mannen wil uitbeelden.
De locatie waarop deze foto’s genomen zijn is van groot belang voor de tentoonstelling. In deze reeks worden mannen afgebeeld op een erotische wijze, hoewel de situatie waarin zij zich bevinden traditioneel niet als erotisch gezien wordt. Op deze manier wordt met de gebruikelijke ideeën van mannelijkheid gespeeld om er een nieuwe draai aan te geven.

### Les Tasses (2019-2020)
In de tentoonstelling Les Tasses is de geschiedenis van urinoirs als ontmoetingsplek voor homoseksuelen het belangrijkste onderwerp. Deze tentoonstelling bevat een reeks foto’s en video’s van urinoirs, waarop deze locaties en de ontmoetingen tussen homoseksuele mannen die hier hebben plaatsgevonden in beeld worden gebracht. Niet al dit beeldmateriaal is door Martin zelf gemaakt: de collectie bevat ook een verzameling amateurfoto’s, waarvan de onderwerpen, fotografen en dateringen onbekend zijn. Daarnaast zijn er restanten van de authentieke locaties opgenomen in de tentoonstelling, in de vorm van met erotische graffiti bekladde deuren, tegels van de muren en een wegwijsbord.
De tentoonstelling is in twee secties opgedeeld. In het eerste, historische deel, wordt een beeld geschetst van het verleden van deze urinoirs en de rol die deze hebben gespeeld in de geschiedenis van homoseksualiteit. In het tweede gedeelte van de tentoonstelling worden de door Martin zelf gemaakte foto’s, video’s en installaties aan het publiek gepresenteerd, om daarmee een moderne interpretatie van dit verleden te geven.
Een belangrijk doel van deze tentoonstelling is om de herinnering aan de geschiedenis van deze plaatsen in leven te houden. Daarnaast wil Martin deze mannen als moedig presenteren en ingaan tegen het taboe op dit deel van het verleden dat ook in de LGBTQ+-gemeenschap stand houdt. Martin wil de urinoirs als een plek van emancipatie presenteren, door erop te wijzen dat deze locatie kansen bood voor homoseksuele mannen om hun seksualiteit in enige vrijheid te beleven.

## Publicaties
Martin heeft meerdere boeken uitgebracht, waarin hij zijn werken heeft gepubliceerd en van commentaar heeft voorzien:
- Dur Labeur (2015)
- Fallos (2016)
- Les Tasses; toilettes publiques - affaires privées (2019)
- Proust aux tasses; À la recherche des Pissotières dans l'oeuvre de Marcel Proust (2020), in samenwerking met Arthur Gillet
- Glory hole; le trou noir des tasses (2020)